# CRYORIG
CRYORIG（クライオリグ、Cryorig, LLC）は、台湾のPCパーツ・周辺機器メーカー。母体はJIU HONG TECHNOLOGY CO., LTD.（中国語: 久虹科技有限公司、台湾新北市新荘区）。

## 歴史
2013年設立。Thermalright、Prolimatech、Phanteksといったメーカーに在籍し、CPUクーラーの設計に携わっていたベテランの技術者らが集結したとされる。ブランド名は「低温」・「冷凍」を意味する「cryo」と、「装備」・「艤装」を意味する「rig」を組み合わせたものである。日本国内代理店は2018年11月30日までディラック、以降はリンクスインターナショナルが務める。
2014年、第一弾となるCPUクーラー製品「R1 Ultimate」を発売。ヒートパイプとヒートシンクフィンとのはんだ付け技術「DirectCompress」、ヒートパイプ配置を工夫した「Heatpipe Displacement Optimization」、フィン間隔の異なるヒートシンクを組み合わせた「Jet Fin Acceleration System」といった独自技術を投入。冷却性能の高さに加え、組み付けも容易であった。2014年、改良型「R1 UNIVERSAL」発売。冷却性能の高さを維持しながら、ファンを薄型化し他のパーツとの干渉を抑えたデザインが評価され、日本の自作PC専門誌『DOS/V POWER REPORT』PCパーツ100選 2016 CPUクーラー部門レコメンド銀賞を受賞した。そして2016年には「R1 Premium BOX」発売と、R1シリーズは根強い人気に支えられてのロングセラー商品となった。このほか全高を低く抑えたトップフロー型の「C1」（74mm）および「C7」（47mm）、気流を整えるハニカム構造のフィン「Hive Fin」を採用した「H5 UNIVERSAL」といった製品がある。
CPUクーラー以外の製品としては、PCケース製品「Taku」（2017年発売）などがある。